# ذخیره‌گاه طبیعی اومتیزا
ذخیره‌گاه طبیعی اومتیزا قسمتی از ذخیره‌گاه طبیعی ساحل شرقی لندن است . اسم آن از نام اومتیزالیستریانا لقب گرفته است، یک لوگوم نادر و حفاظت شده که در این مخزن گاه موجود می‌شود. رودخانه بوفالو با قسمت شمالی ذخیره‌گاه هم قلمرو است و جنگل اومتیزا باقی‌مانده را در کناره‌های رودخانه در باز می‌گیرد. 

## تاریخ
جنگل ایالت فورت گری که در جنوب ذخیره گاه کنونی موجود می شود، پس از اتحادیه آفریقای جنوبی اطلاع رسانی شد. در سال 2020، مناطق پیرامون ذخیره‌گاه، که مثل مناطق جنگلی گری دل و فورت گری و زمین‌های کشاورزی خصوصی است، برای پیشگیری از جنگل‌زدایی و احیای جنگل‌های اومتیزا باقی‌مانده، به اسم ناحیه جنگلی کنترل‌شده اعلام شد.

## تنوع زیستی
انواع حیات وحش در این مخزن ها پیدا می شود.

### پرنده ها
30-40 گونه پرنده موجود هستند. پرنده های موجود در این ذخیره‌گاه بر این پایه اند نارینا تروگون ، دارکوب کنیسنا، مگس‌گیر افریقایی، اسکرابین قهوه‌ای ، کبوتر لیمویی ، خرچنگ آفریقایی، و خرچنگ جنگلی حنجره زرد.

### پستانداران
میمون‌های سامانگو به‌هم قدم باک ، دویکر عادی ، دوک آبی ، گل خرچنگ  و خارپشت در این ذخیره‌گاه پیدا می‌شوند. 

### زندگی گیاهی
مخزن گاه یکی از پایانی ترین پناهگاه های آسیب پذیر امتیزا لیستریانا است. 